# 귀귀
귀귀(본명: 김성환, 1980년 ~ )는 대한민국의 만화가이자 화가이다. 작품으로는 《해피엔딩》 《야심작 정열맨》,《열혈초등학교》, 《드라곤볼》, 《귀귀 갤러리》, 《전학생은 외계인》, 《김치맨》, 《낚시신공》, 《뉴 바이블》이 있다.

## 개요
아이비에스넷에서 운영하는 청소년 만화 웹진 '만끽'의 〈제1회 도전! 나도 만화가〉를 거쳐, '만끽'의 토요만툰 《해피엔딩》으로 2007년 6월 16일 데뷔하였다. 만끽 폐간 이후, 귀귀란 필명으로 《드라곤볼》과 《정열맨》을 올리며 현재에 이르게 된다. 현재는 《낚시신공》을 연재하고 있다.
만화에서 폭력적인 내용에 관한 논란이 돌 만큼, 비정상적인 만화를 그려서 물의를 일으키기도 했다. 대표적으로 열혈초등학교 논란, 귀귀갤러리 논란 등이 있다.

## 논란
- 2012년 1월 7일, 조선일보에 귀귀의 《열혈초등학교》가 학교 폭력과 왕따를 조장한다는 기사[1] 가 실려 연재가 중단되기도 하였다.[2]
- 2015년 12월 10일 네이버 웹툰에 귀귀의 《낚시신공》41화에서 미성년자 관람불가 수준의 고어물을 연출해 논란이 되었다. 내용인 즉 같은 반 급우의 손목을 자르고 얼굴을 뜯어서 벽에 던져버린 것인데 지나칠 정도로 잔인하게 묘사된 것이다. 결국 해당 화는 네이버 웹툰 관리자에 의해 삭제되었고 귀귀로 인해서 네이버 웹툰 관리자가 사과문[3]을 올린 후 낚시신공은 강제 휴재 처리되었다. 이후 귀귀는 네이버 웹툰에서 제명당했으며 이후 투믹스로 이적해서 뉴 바이블을 연재했다.